# (541028) 2017 YU15
(541028) 2017 YU15 es un asteroide perteneciente al cinturón de asteroides descubierto el 11 de agosto de 2004 por el equipo del Campo Imperatore Near-Earth Object Survey desde el Observatorio de Campo Imperatore, L'Aquila (Abruzzo), Italia.

## Designación y nombre
Designado provisionalmente como 2017 YU15.

## Características orbitales
2017 YU15 está situado a una distancia media del Sol de 2,554 ua, pudiendo alejarse hasta 3,014 ua y acercarse hasta 2,094 ua. Su excentricidad es 0,180 y la inclinación orbital 3,523 grados. Emplea 1490,88 días en completar una órbita alrededor del Sol.

## Características físicas
La magnitud absoluta de 2017 YU15 es 16,8. 